# 白前
白前（学名：Cynanchum glaucescens）为夹竹桃科鹅绒藤属下的一个种。

## 外部連結
- 白前 中藥材圖像數據庫  (香港浸會大學中醫藥學院) （中文）（英文）
- 柳葉白前 （页面存档备份，存于） 中草藥化學圖像數據庫 (香港浸會大學中醫藥學院) （中文）（英文）
- 白前 （页面存档备份，存于） 中藥方劑圖像數據庫 (香港浸會大學中醫藥學院) （中文）（英文）

## 扩展阅读
[在维基数据编辑]
 《欽定古今圖書集成·博物彙編·草木典·白前部》，出自陈梦雷《古今圖書集成》
 《植物名實圖考·白前》，出自吳其濬《植物名實圖考》
- 維基物種上的相關：白前